# Franciscus Costerus

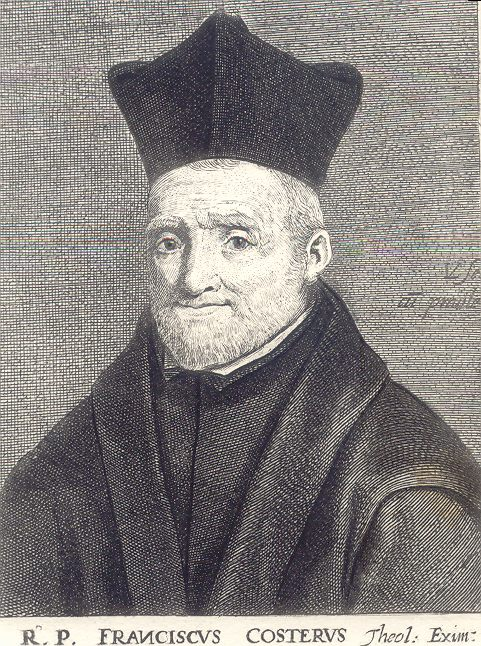

Franciscus Costerus, geboren als Frans de Costere (Mechelen, 13 of 16 juni 1532 - Brussel, 6 december 1619) was een jezuïet, schrijver, catecheet en predikant uit de Zuidelijke Nederlanden. Hij behoorde tot de eerste jezuïetengeneratie en was vooral actief op het gebied van het apostolaat. Zijn preken en zijn verweer tegen andersdenkenden hadden veel succes en daarom kreeg hij de bijnaam ketterhamer.

## Levensloop

### Studies
De Costere deed zijn middelbaar onderwijs in Lier en ging daarna filosofie studeren aan de Katholieke Universiteit Leuven (1548-1551). Daarna ging hij theologie studeren maar De Costere onderbrak deze in 1552 en trad binnen bij de jezuïeten in Keulen. Vanaf 1553 werd De Costere naar het jezuiëtenseminarie op de Quirinaal in Rome gezonden waar hij zijn opleiding verderzette. De Costere werd er tot priester gewijd op 9 april 1556.

### Periode in Keulen
Een paar maanden later keerde Costerus terug naar Keulen en werd er leraar aan het jezuïetencollege. Tot in 1565 gaf er les in de filosofie en vormde er de novicen. De jonge Justus Lipsius was er een van zijn leerlingen. Costerus behaalde het doctoraat in de filosofie en de theologie aan de universiteit van Keulen.

### Administratieve functies
In 1565 verliet Costerus Keulen en werd viceprovinciaal en van 1567 tot 1571 was hij provinciaal van de jezuïeten in de provincie van de Zuidelijke Nederlanden. Hij vervulde deze functie in moeilijke omstandigheden. Hij behoorde tot de eerste generatie jezuïeten, waartegen nog veel verweer was. Nieuwe colleges konden pas opgericht worden na moeizame onderhandelingen.
Tussen 1572 en 1574 was Costerus rector van het college van Dowaai en in 1575 was hij korte tijd rector van het college van Brugge. Op het einde van dat jaar ging hij opnieuw lesgeven in Keulen. Vanaf 1578 werd Costerus opnieuw provinciaal, eerst van de Rijnprovincie (tot 1585), daarna terug van de Zuidelijke Nederlanden (1585-1589). In 1588 - 1589 was hij op vraag van de prins-bisschop van Luik korte periode actief in Hasselt.
Zijn preken (Sermoonen) en zijn verweer tegen andersdenkenden genoten grote bijval bij het volk. Hij was een groot promotor van de Mariasodaliteiten (een congregatie van leken ter verering van Maria) waarvan de eerste door de Luikenaar Jean Leunis opgericht werd in 1563 in Rome. Door zijn toedoen werden er nog Mariasodaliteiten opgericht in Dowaai (1572), Brugge (1575), Keulen (1576) en later nog op andere plaatsen.
Costerus ondernam verscheidene reizen naar Rome, dikwijls op verzoek van de generaal-overste van de jezuïeten. In 1565 was hij deelnemer aan de tweede Algemene Vergadering en stelde hij mee de statuten van de noviciaten op. In 1581 nam hij deel aan de vierde Algemene Vergadering en zat hij in de commissie die de organisatie van het onderwijs en de opstelling van het studieprogramma voor zijn rekening nam. In 1593 ging Costerus opnieuw naar Rome en nam hij deel aan de vijfde Algemene Vergadering en in 1600 was hij afgevaardigde tijdens de driejaarlijkse procuratorenvergadering.

### Na 1589
In 1589 vestigde Costerus zich in Brussel en wijdde zich vanaf dan bijna uitsluitend aan zijn geschriften. Hij stierf er in 1619.

## Werken
Zijn eerste werk gaf Costerus al in 1566 uit. Het was een brochure met als titel De christelijcke leeringhe die werd uitgedeeld aan de bezoekers van zijn preken. In 1590 werd dit werkje verder aangevuld en tussen 1603 en 1607 volgden nog verscheidene aanvullingen.
In 1576 had Costerus een catechismus gepubliceerd ten behoeve van de leden van de diverse Mariasodaliteiten. In 1586 werd het werk verder aangevuld en werd het in Keulen uitgegeven onder de naam Libellus sodalitatis.
Tussen 1587 en 1589 publiceerde Costerus nog een aantal meditatieboeken over het lijdensverhaal, over het leven van Maria en over het Salve Regina. In 1604 schreef hij nog Het cabinet der ghebeden met liturgische overwegingen en gebeden.
Ten behoeve van de Mariasodaliteiten was in 1585 in Keulen het Enchiridion controversarium verschenen waarop veel reactie van andersdenkenden kwam. Costerus publiceerde daarna onophoudelijk nieuwe werkjes met theologische argumenten om de reacties van de andersdenkenden te weerleggen.
Werken gericht tegen andersdenkenden waren onder andere: Liber de Ecclesiâ contra Franciscum Gommarum (Keulen, 1604); Apologia adversus Lucæ Osiandri hæretici lutherani refutationum octo propositionum catholicarum (Keulen, 1606) en Annotationes in N. T. et in præcipua loca, quæ rapi possent in controversiam (Antwerpen, 1614).
Tussen 1598 en 1616 schreef Costerus een serie Catholijcke Sermoonen waarin hij zijn preken van de laatste 25 jaar bundelde. In 1614 publiceerde hij nog Het Nieu Testament Onses Heeren Iesu Christi met uitvoerige commentaar naast de evangelietekst.
Costerus was een belangrijk schrijver. Dit werd bevestigd door de diocesane synode van Antwerpen die in 1610 bepaalde dat elke pastoor zowel het Libellus sodalitatis, het Enchiridion als de Sermoonen in zijn bezit diende te hebben.